# سطح ناقصي مرجعي
السطح الناقصي المرجعي أو السطح الاهليلجي المرجعي هو سطح ناقصي يمثل تقريباً للمجسم الأرضي - وهو الشكل الحقيقي لسطح الأرض - حيث أنه متعرج ولا يأخذ شكلاً رياضياً محدداً, لذا قرر العلماء تقريبه إلى أشكال رياضية يمكن كتابة معادلاتها, و إجراء القياسات والحسابات اللازمة عليها، فاختاروا السطح الإهليلجي.

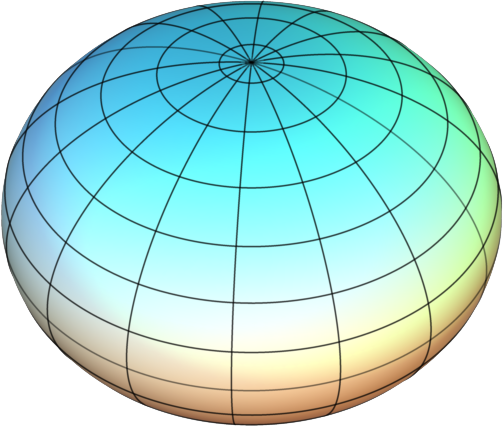
كرة مفلطحة

يعتبر السطح الناقصي المرجعي مفضلاً للعلماء لإجراء حسابات الشبكة الجيوديزية عليه، كما عرفوا عليه جملة إحداثيات للنقط وهي خطوط العرض وخطوط الطول والارتفاع.

## خواص السطح الناقصي المرجعي
خواص السطح الناقص المرجعي هي
الانحناء أو التفلطح و يعبر عنها هنا بأنها ناتج فرق نصفي قطري السطح الناقصي a,b مقسوما على نصف القطر الكبير.
{\displaystyle f=(a-b)/a}
حيث f هي التفلطح أو الانحناء ,a هو نصف القطر الكبير للالبسوئيد، و b نصف القطر الصغير .
اللامركزية الزاوية
ε = arccos b/a
ε: اللامركزية الزاوية
اللامركزية
{\displaystyle e2=(a2-b2)/a2}
فرق مربعي القطرين مقسوماً على مربع القطر الكبير.

## الاحداثيات
احداثيات السطح الاهليلجي هي :
خطوط العرض ϕ و خطوط الطول λ و الارتفاع h .